# Syngman Rhee

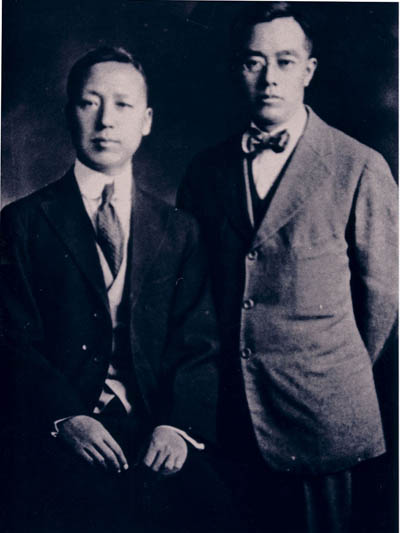
Syngman Rhee e Kim Kyu-sik em 1919.

Syngman Rhee (hangul: 이승만; hanja: 李承晩; Whanghae, Coreia, 26 de Março de 1875 – Honolulu, 19 de Julho de 1965) foi um político sul-coreano que serviu como primeiro presidente da Coreia do Sul, de 1948 a 1960. Rhee também foi o primeiro e último presidente do governo provisório da República da Coreia desde 1919 até seu impeachment em 1925 e 1947 a 1948. Como presidente da Coreia do Sul, o governo de Rhee foi caracterizado por autoritarismo, corrupção, desenvolvimento econômico limitado, forte anticomunismo e pelo final da década de 1950, crescente instabilidade política e oposição pública. Ele imbuiu o país com uma tradição de regime autoritário que durou, com algumas breves pausas, até 1988.
Nascido na província de Hwanghae, Joseon, Rhee frequentou uma escola metodista americana, onde se converteu ao cristianismo. Ele se envolveu em atividades antijaponesas após a Primeira Guerra Sino-Japonesa de 1894 a 1895 e foi preso em 1899. Lançado em 1904, mudou-se para os Estados Unidos, onde obteve diplomas em universidades americanas e conheceu o presidente Theodore Roosevelt. Depois de um breve retorno de 1910 a 1912 à Coreia, ele se mudou para o Havaí em 1913. De 1918 a 1924, foi promovido a vários altos cargos em alguns governos provisórios da Coreia e serviu como representante deles para as potências ocidentais. Ele se mudou para Washington, D.C., em 1939. Em 1945, ele retornou à Coreia controlada pelas forças armadas dos EUA e, em 20 de julho de 1948, foi eleito Presidente da República da Coreia com 92,7% dos votos, derrotando Kim Gu nas eleições de 1948.
Rhee adotou uma postura rígida anticomunista e pró-americana como presidente.  No início de sua presidência, seu governo derrubou uma revolta anti-imperialista na ilha de Jeju, e os massacres da Liga Mungyeong e das Ligas Bodo ocorreram contra suspeitos simpatizantes comunistas, deixando pelo menos 100 mil pessoas mortas. Rhee supervisionou o início da Guerra da Coreia (1950-1953), na qual a Coreia do Norte invadiu o sul. Ele se recusou a assinar o acordo de armistício que encerrou a guerra, desejando ter reunido a península à força.
Após a guerra, o país permaneceu em um nível econômico baixo, ficando para trás da Coreia do Norte e dependia fortemente da ajuda dos EUA. Após ser reeleito em 1956, a constituição foi modificada para remover a restrição de dois mandatos, apesar dos protestos da oposição. Ele foi eleito incontestado em março de 1960, depois que seu oponente Cho Byeong-ok morreu antes do dia da votação. Depois que o aliado de Rhee, Lee Ki-poong, venceu a correspondente eleição vice-presidencial por uma ampla margem, a oposição rejeitou o resultado como fraudado, o que desencadeou protestos. Isso se transformou na Revolução de Abril, liderada por estudantes, quando a polícia matou manifestantes em Masan, o que forçou Rhee a renunciar em 26 de abril e, finalmente, levou ao estabelecimento da Segunda República da Coreia do Sul. Em 28 de abril, quando os manifestantes convergiram para o palácio presidencial, a CIA o levou secretamente para Honolulu, Havaí, onde passou o resto da vida no exílio. Ele morreu de derrame em 1965.

## Biografia
Durante a ocupação  japonesa na Coreia de 1910 a 1945, Syngman Rhee estava nos Estados Unidos, debatendo pela independência da Coreia. Em 1919 ainda em exílio foi eleito presidente do Governo Provisório da Coreia.
Regressando a Seul em 1945, organizou esquadrões de morte para matar ou intimidar os políticos rivais. Quando em 1948 as conversações entre os EUA e a União Soviética sobre a reunificação do norte com o sul falharam, ele manteve-se como presidente da Coreia do Sul. Quando Kim Il-Sung invadiu o seu país em 1950, pediu ajuda – e recebeu - às Nações Unidas e os Estados Unidos.
Restaurado como líder da Coreia do Sul após a tomada de Seul, em outubro, pelas tropas da ONU, a relação Rhee com os Estados Unidos se tornaram tensas depois que ele se recusou a concordar com uma série de propostas de cessar-fogo que poderiam ter acabado a Guerra da Coreia. Rhee queria prolongar a luta na esperança da vitória total, e se tornar o líder de uma Coreia unificada.
Rhee ordenou a execução de militantes e simpatizantes da esquerda e comunistas nos Massacres das Ligas Bodo, caracterizados desde 2008 como crimes de guerra. Entre 100 e 200 mil pessoas foram mortas nos episódios das Ligas Bodo. Seu governo foi marcado pelo anticomunismo e uma visão pró-Estados Unidos no começo da Guerra Fria.
Rhee foi reeleito em 1952, 1956 e 1960 – com noventa por cento dos votos. Como presidente usou poderes ditatoriais, eliminou a Assembleia Nacional, baniu os opositores do Partido Progressista, executando o seu líder por traição. Também controlava a nomeação dos presidentes da câmara e chefes da polícia.
A polémica fraude eleitoral em 1960, provocou uma manifestação estudantil (a Revolução de Abril‎), onde foram suprimidos com muitas vítimas, mas um voto unânime por parte da Assembleia Nacional, fez com que Rhee se demitisse. A 26 de Abril de 1960, Rhee exilou-se no Havaí, onde morreu.

## Vida pessoal e morte
Rhee foi casado com Seungseon Park de 1890 a 1910. Park se divorciou de Rhee logo após a morte de seu filho Rhee Bong-su em 1908, supostamente porque o casamento deles não tinha intimidade devido a suas atividades políticas.
Em fevereiro de 1933, Rhee conheceu a austríaca Franziska Donner em Genebra. Na época, Rhee participava de uma reunião da Liga das Nações e Donner trabalhava como intérprete. Em outubro de 1934, eles se casaram na cidade de Nova York. Ela também atuou como secretária dele.

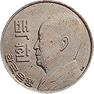
Rhee, representado em uma moeda de 100 hwan emitida em 1959

Rhee morreu de derrame em 19 de julho de 1965. Uma semana depois, seu corpo foi devolvido a Seul e enterrado no Cemitério Nacional de Seul.

## Memorial
A antiga residência de Rhee em Seul, Ihwajang, é atualmente usada no museu memorial presidencial.  A Fundação de Preservação Presidencial de Woo-Nam foi criada para homenagear seu legado. Há também um museu memorial localizado em Hwajinpo, perto da casa de Kim Il Sung.

## Cultura popular
- Interpretado por Lee Chang-hwan na série de TV 1991-1992 da MBC Eyes of Dawn.
- Interpretado por Kwon Sung-deok na série de TV 2006 KBS1 Seoul 1945.
- No episódio M*A*S*H, intitulado "Mail Call Again", Radar menciona um desfile em Seul devido a Syngman Rhee ser "eleito ditador novamente".
- Rhee é referenciado na letra do single de 1989 do cantor Billy Joel, "We Didn't Start the Fire".

## Cronologia
- 1875: Nasceu a 26 de Março em Whanghae, Coreia.
- 1919: Em exílio torna-se presidente do Governo Provisório da Coreia.
- 1948: É eleito presidente.
- 1952: reeleito presidente.
- 1956: Reeleito com 55 por cento dos votos.
- 1960: Reeleito com noventa por cento dos votos; estudantes manifestam-se.
- 1965: Morre a 19 de Julho, Honolulu, Havaí.